# Giardinello
Giardinello – miejscowość i gmina we Włoszech, w regionie Sycylia, w prowincji Palermo.
Według danych na rok 2004 gminę zamieszkiwało 1891 osób, 157,6 os./km².